# 컨템퍼러리 알앤비

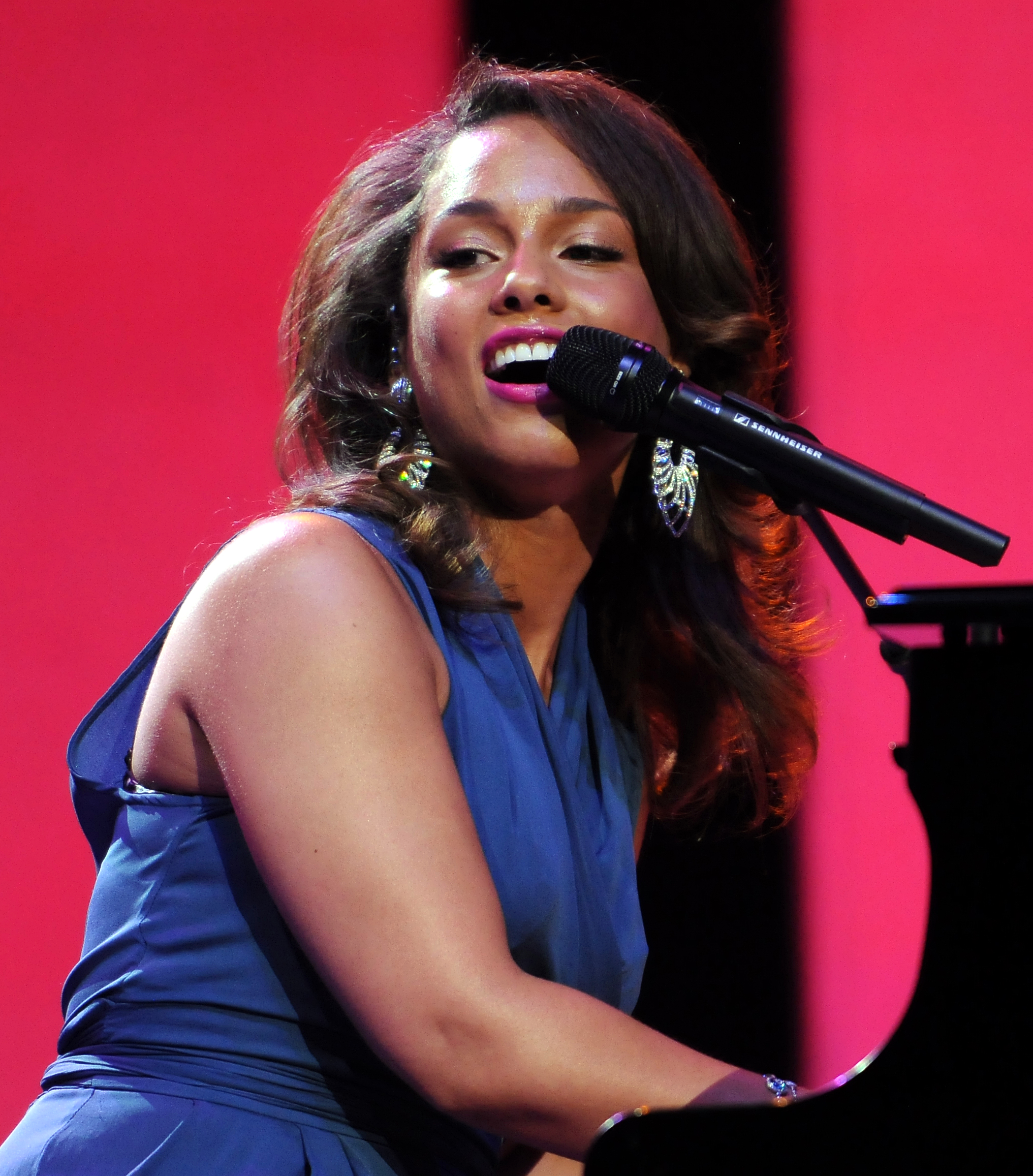

컨템퍼러리 알앤비(Contemporary R&B) 또는 흔히 줄여서 알앤비(R&B)는 힙합, 알앤비, 소울, 펑크가 결합된 음악 장르이다.
약어인 알앤비는 기존의 리듬 앤 블루스를 가리키는 말이기도 하지만, 1980년대 디스코의 열풍이 끝난 이후 오늘날에는 아프리카계 미국인들의 모든 음악을 가리키는 말로 변했다. 컨템포러리 알앤비는 드럼 머신으로 리듬을 주고, 가끔은 색소폰으로 비트를 주며 재즈 풍의 느낌을 내며 부드럽고 풍성한 보컬로 기존의 알앤비 장르보다 세련된 녹음 기술 스타일을 가지고있다. 요즘에는 일렉트로닉 영향이 점차 늘어나고 있는 추세이다.
컨템퍼러리 알앤비 장르의 가수들은 멜리스마 창법을 사용하는 것으로 알려져있고, 대표적으로 마이클 잭슨, 휘트니 휴스턴, 스티비 원더, 머라이어 캐리 등이 있다.